# Nosophora fulvalis
Nosophora fulvalis is een vlinder uit de familie van de grasmotten (Crambidae). De wetenschappelijke naam van de soort is voor het eerst gepubliceerd in 1898 door George Francis Hampson.
De soort komt voor op het eiland Pulo Laut ten zuidoosten van Borneo (Indonesië), op het eiland Fergusson, deel uitmakend van de D'Entrecasteaux-eilanden in Papoea-Nieuw-Guinea en in Australië (Queensland).